# Крик (фільм, 2016)
«Крик» (кор. 곡성, Gokseong) — південнокорейський фільм-трилер, знятий На Хон Джином. Світова прем'єра стрічки відбулась 18 травня 2016 року на Каннському кінофестивалі. Фільм розповідає про поліцейського Чона Гу, який розслідує серію загадкових смертей у віддаленому лісовому селі Коксон.

## У ролях
- Квак До Вон — Чон Гу[3], сільський поліцейський.
- Хван Чон Мін[en] — Іль Гван, шаман якого найняли щоб врятувати Хьо Чжін.
- Дзюн Кунімура[en] — японський незнайомець що оселився в горах.
- Чхон У Хі[en] — Му Мьон, жінка в білому.
- Кім Хван Хі — Хьо Чжін, донька Чон Гу.

## Критика
Фільм отримав позитивні відгуки від критиків. На вебсайті Rotten Tomatoes стрічка має рейтинг 100 % за підсумком 45 рецензій критиків, а її середній бал становить 8.1/10. На Metacritic фільм отримав 80 балів зі 100 на основі 16 рецензій, що вважається «загальним схваленням».

## Визнання
| Нагороди та номінації фільму «Крик» | Нагороди та номінації фільму «Крик»             | Нагороди та номінації фільму «Крик» | Нагороди та номінації фільму «Крик» | Нагороди та номінації фільму «Крик» | Нагороди та номінації фільму «Крик» |
| Рік                                 | Кінопремія / Кінофестиваль                      | Категорія / Нагорода                | Номінант                            | Результат                           |                                     |
| ----------------------------------- | ----------------------------------------------- | ----------------------------------- | ----------------------------------- | ----------------------------------- | ----------------------------------- |
| 2016                                | Міжнародний кінофестиваль «Фантазія»            | Найкращий азійський фільм           | «Крик»                              | 3-тє місце                          |                                     |
| 2016                                | Міжнародний кінофестиваль «Фантазія»            | Приз «AQCC»                         | «Крик»                              | Перемога                            |                                     |
| 2016                                | Пучонський міжнародний кінофестиваль фантастики | Вибір Пучхона                       | «Крик»                              | Перемога                            |                                     |
| 2016                                | Пучонський міжнародний кінофестиваль фантастики | Найкраще Пучхона                    | «Крик»                              | Перемога                            |                                     |
| 2016                                | 37-ма Кінопремія Блакитний дракон               | Кращий режисер                      | На Хон Чжін                         | Перемога                            |                                     |
| 2016                                | 37-ма Кінопремія Блакитний дракон               | Кращий актор другого плану          | Дзюн Кунімура                       | Перемога                            |                                     |
| 2016                                | 37-ма Кінопремія Блакитний дракон               | Нагорода за популярність            | Дзюн Кунімура                       | Перемога                            |                                     |
| 2016                                | 37-ма Кінопремія Блакитний дракон               | Кращий редактор                     | Кім Сон Мін                         | Перемога                            |                                     |
| 2016                                | 37-ма Кінопремія Блакитний дракон               | Краща музика                        | Чан Йон Гю та Дальпхалан            | Перемога                            |                                     |